# Lirco
En la mitología griega Lirco (en griego antiguo Λύρκος) era un rey de Lirceo (Argólida), ciudad a la que dio nombre y que antes se llamaba Lincea en honor a Linceo, que se había refugiado allí después de haber sido salvado por Hipermnestra.
Era un hijo natural de Abante, o de Foroneo y Laódice. Según esta última versión, fue enviado por su padre en busca de su hermana Ío, que había sido amada y metamorfoseada en vaca por Zeus para ocultarla a los ojos de su esposa Hera. Al no encontrarla, Lirco se negó a volver a casa de su padre sin ella, y se estableció en Cauno, donde se casó con la hija del rey, Hilebia y recibió de su suegro la mitad del reino como dote.
Pasaron los años, y Lirco estaba empezando a preocuparse porque no tenían descendencia. Preguntándole a un oráculo sobre el tema, éste le contestó que de la siguiente unión que tuviera con una mujer nacería un niño, por lo que Lirco inició inmediatamente el viaje de regreso a su hogar. 
Pero al hacer escala en la ciudad de Bubasto, su rey, Estáfilo, le hizo embriagar y, sabedor de la respuesta del oráculo, introdujo en su lecho a su hija Hemítea, pues deseaba tener un heredero varón. Hemítea estaba encantada de la estratagema, pues, al igual que su hermana Reo, se había enamorado del huésped.
Cuando Lirco despertó y se dio cuenta de lo que había pasado, se lamentó profundamente, pues amaba a su mujer y deseaba tener un hijo con ella. Pero aun habiendo sido víctima de un engaño, no quiso faltar a su deber como padre y le regaló a Hemítea su cinturón, para que su futuro hijo pudiera ser identificado como tal cuando llegara a adulto.
Al regresar a Cauno, su suegro ya se había enterado de la aventura y le expulsó del reino. Sin embargo su mujer, perdonándole, no quiso separarse de él y le acompañó en su destierro.
Lirco consiguió recuperar el trono después de iniciar una guerra civil. Le sucedió Basilo, el hijo que había tenido con Hemítea.

## Enlaces externos

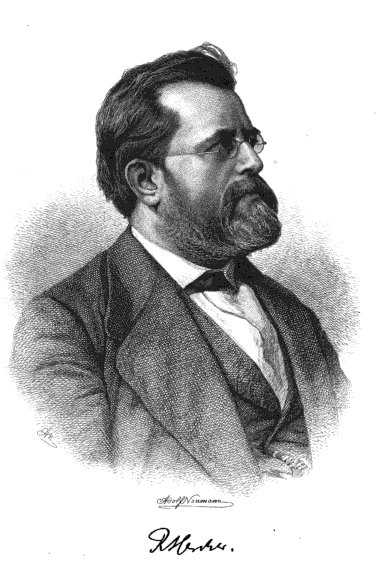
Retrato de Rudolf Hercher empleado en el frontispicio de un libro suyo (ed. 1881) de ensayos sobre Homero.